# Proosdij Ellwangen

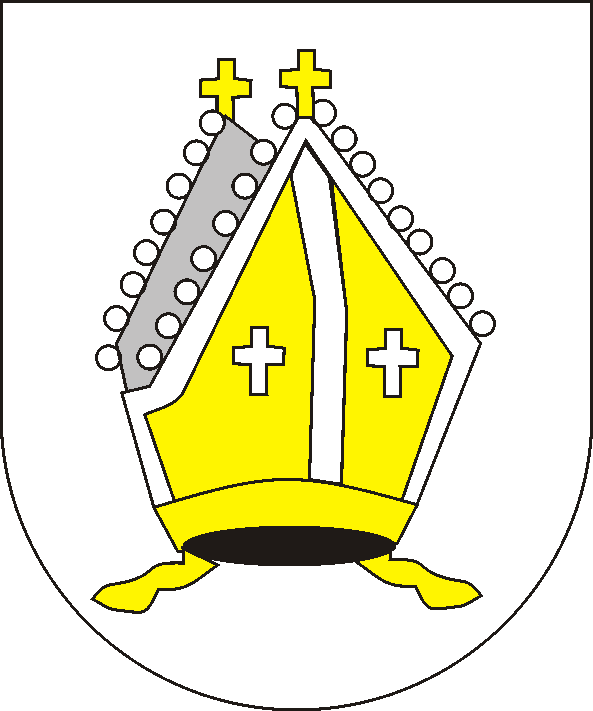
proosdij Ellwangen

Ellwangen was een tot de Zwabische Kreits behorende proosdij binnen het Heilige Roomse Rijk in Ellwangen, Baden-Württemberg.
De broers Hariolf en Erlolf stichtten omstreeks 764 een benedictijner klooster. Zij plaatsten het klooster onder bescherming van Karel de Grote. Keizer Lodewijk de Vrome verleende de abdij in 814 het recht zelf de abt te kiezen en de immuniteit. In 817 verscheen Ellwangen als rijksabdij van de tweede klasse. Onder pauselijke bescherming stond de abdij sinds 979. Keizer Hendrik II schonk de abt uitgebreide rechten in het Virngrundwald.
Tot het eind van de dertiende eeuw nam het klooster alleen leden van vrijheerlijke families op, daarna ook leden van de lagere adel. In de vijftiende eeuw was er een periode van verval. In 1460 keurde de paus de omzetting in een wereldlijk koorherensticht onder leiding van een vorstproost goed.
In 1471 werd Rötlen verworven, in 1545 Wasseralfingen en in 1609 Heuchlingen.
In paragraaf 6 van de Reichsdeputationshauptschluss van 25 februari 1803 werd de proosdij overgedragen aan het keurvorstendom Württemberg.
Omdat de keurvorst van Württemberg zijn nieuw verworven gebieden buiten de invloed van de Württembergse Statenvergadering wilde houden, vormde hij de staat Neu-Württemberg, waarvan Ellwangen tot 1805 de hoofdstad werd.

## Gebied
- De zes vorstelijke (hoofd)ambten Ellwangen, Tannenburg, Kochenburg, Rötlen, Wasseralfingen, Heuchlingen
- Het hoofdambt van het stichtskapittel

## Regenten
- 1452-1461: Johan van Hirnheim (overleden 1480)
- 1461-1502: Albrecht I van Rechberg
- 1502-1502: Bernhard van Westerstetten (doet afstand na 1502)
- 1503-1521: Albrecht II Thumb van Neuerburg
- 1521-1551: Hendrik van de Palts (1523 bisschop van Worms; 1541 bisschop van Freising)
- 1551     : successie-oorlog
- 1553-1573: Otto Truchsess van Waldburg
- 1573-1584: Christoph van Freyberg en Eisenberg
- 1584-1602: Wolfgang van Hausen (1602: bisschop van Regensburg, overleden in 1613)
- 1602-1612: Johan Christoph I van Westerstetten (1612 doet afstand en wordt bisschop van Eichstätt)
- 1613-1620: Johan Christoph II van Freyberg en Eisenberg
- 1621-1654: Johan Jakob Blarer van Wartensee
- 1654-1660: Johan Rudolf van Rechberg
- 1660-1674: Johan Christoph III van Freyberg (1665: bisschop van Augsburg, overleden in 1690)
- 1674-1687: Johan Christoph IV Adelmann van Adelmannsfelden
- 1687-1689: Hendrik Christoph van Wolframsdorf
- 1689-1694: Lodewijk Anton van Palts-Neuburg
- 1694-1732: Frans Lodewijk van Palts-Neuburg (1683: bisschop van Breslau; 1694: bisschop van Worms; 1694: grootmeester van de Duitse Orde; 1716-1729: keurvorst van Trier)
- 1732-1756: Frans Georg van Schönborn (1729: keurvorst van Trier; 1732: bisschop van Worms)
- 1756-1787: Anton Ignatius Jozef graaf Fugger van Glött (1769: bisschop van Regensburg; overleden 1787))
- 1787-1802: Clemens Wenzeslaus van Saksen (1763-1768: bisschop van Freising; 1763-1768: bisschop van Regensburg; 1768-1802: keurvorst van Trier; 1768-1802: bisschop van Augsburg)